# Neidenburg (Ordensburg)
Die Neidenburg ist ein gotisches Gebäude in Nidzica in der Woiwodschaft Ermland-Masuren in Polen, die als Deutschordensburg errichtet wurde.

## Geschichte
Ein Vorgängerbau wurde zwischen 1266 und 1268 erbaut, der Ort selbst erstmals im Jahr 1376 erwähnt. Die Backsteinburg wurde zwischen 1370 und 1409 errichtet. Um die Burg herum wuchs eine Siedlung, der der Hochmeister des Deutschen Ordens Winrich von Kniprode am 7. Dezember 1381 das Stadtprivileg verlieh. Ab 1525 war die Burg der Sitz eines Amtshauptmannes. 1806 verweilte dort König Friedrich Wilhelm III. auf dem Weg nach Memel.
Zwischen 1806 und 1812 waren französische Soldaten auf der Burg stationiert, die bei ihrem Abzug die gesamte Anlage verwüsteten.
Von 1829 bis 1830 wurde sie durch die Bemühungen des Kreisjustizrates Timotheus Gregorovius weitgehend restauriert. Sein Sohn Ferdinand Gregorovius ließ ihm zu Ehren ein Denkmal am Burgberg errichten; in dem auch 1912 die Urne des letzteren beigesetzt wurde. In der Burg wurden das Land- und Stadtgericht Neidenburg, ein Gefängnis und ein Hotel untergebracht. Den Ersten Weltkrieg überstand die Burg glimpflich.
Nach der teilweisen Zerstörung während des Zweiten Weltkrieges wurde die Neidenburg nochmals aufgebaut.
Heute beherbergt sie ein Museum, ein Hotel und ein Kulturzentrum.